# العلاقات الإيرانية اللوكسمبورغية
العلاقات الإيرانية اللوكسمبورغية هي العلاقات الثنائية التي تجمع بين إيران ولوكسمبورغ.

## مقارنة بين البلدين
هذه مقارنة عامة ومرجعية للدولتين:
| وجه المقارنة                                              | إيران                    | لوكسمبورغ                                                     |
| --------------------------------------------------------- | ------------------------ | ------------------------------------------------------------- |
| المساحة (كم2)                                             | 1.65 مليون               | 2.59 ألف                                                      |
| عدد السكان (نسمة)                                         | 79.97 مليون              | 599.45 ألف                                                    |
| الكثافة السكانية (ن./كم²)                                 | 48.47                    | 231.45                                                        |
| العاصمة                                                   | طهران                    | لوكسمبورغ                                                     |
| اللغة الرسمية                                             | لغة فارسية               | اللغة اللوكسمبورغية، لغة فرنسية، اللغة الألمانية              |
| العملة                                                    | ريال إيراني              | يورو، فرنك لوكسمبورغ                                          |
| الناتج المحلي الإجمالي (بليون دولار)                      | 439.51 مليار             | 62.40 مليار                                                   |
| الناتج المحلي الإجمالي (تعادل القوة الشرائية) بليون دولار | 1.36 تريليون             | 58.13 مليار                                                   |
| الناتج المحلي الإجمالي الاسمي للفرد دولار أمريكي          |                          | 101.45 ألف                                                    |
| الناتج المحلي الإجمالي للفرد دولار أمريكي                 |                          | 101.93 ألف                                                    |
| مؤشر التنمية البشرية                                      | 0.766                    | 0.892                                                         |
| رمز المكالمات الدولي                                      | +98                      | +352                                                          |
| رمز الإنترنت                                              | .ir،                     | .lu                                                           |
| المنطقة الزمنية                                           | ت ع م+03:30، توقيت إيران | توقيت وسط أوروبا، ت ع م+01:00، ت ع م+02:00، أوروبا/لوكسمبورج ‏ |

## منظمات دولية مشتركة
يشترك البلدان في عضوية مجموعة من المنظمات الدولية، منها:
| علم المنظمة | اسم المنظمة                        | تاريخ انضمام إيران | تاريخ انضمام لوكسمبورغ |
| ----------- | ---------------------------------- | ------------------ | ---------------------- |
|             | مؤسسة التنمية الدولية              | 10 أكتوبر 1960     | 4 يونيو 1964           |
|             | يونسكو                             | 6 سبتمبر 1948      | 27 أكتوبر 1947         |
|             | وكالة ضمان الاستثمار متعدد الأطراف | 15 ديسمبر 2003     | 29 أغسطس 1991          |
|             | الأمم المتحدة                      | 24 أكتوبر 1945     | 24 أكتوبر 1945         |
|             | الفريق المعني برصد الأرض           | ?                  | ?                      |
|             | الاتحاد البريدي العالمي            | ?                  | ?                      |
|             | البنك الدولي للإنشاء والتعمير      | 29 ديسمبر 1945     | 27 ديسمبر 1945         |
|             | منظمة حظر الأسلحة الكيميائية       | ?                  | ?                      |
|             | مؤسسة التمويل الدولية              | 28 ديسمبر 1956     | 4 أكتوبر 1956          |
|             | منظمة الشرطة الجنائية الدولية      | ?                  | ?                      |

## وصلات خارجية
- موقع وزارة الخارجية الإيرانية
- موقع وزارة الخارجية اللوكسمبورغية